# Nizina
Nizina je zemljopisni pojam, koji označava ravne predjele bez uzvisina, obično male nadmorske visine, od 0 do 200 m nadmorske visine.
Na zemljopisnim kartama označavaju se svijetlo zelenom bojom. Poplavne nizine nastaju erozivnim djelovanjem jedne ili više rijeka koje protiču tim područjem. Nizine zauzimaju velike dijelove svijeta. 
Među većim nizinama u Europi su: Panonska nizina, Padska nizina, Vlaška nizina, Istočnoeuropska nizina, Pribaltička nizina i dr.
Ravnice su ravni dijelovi zemljišta oko velikih rijeka (npr. Savska ravnica).

## Unutarnje poveznice
- Poplavna nizina
- Velika nizina
- Indogangeska nizina
- Kermanska nizina
- Priatlantska nizina